# Pruisisch Opper-Gelre

De opdeling van Spaans Opper-Gelre bij de Vrede van Utrecht (1713)

Pruisisch Opper-Gelre of kortweg Pruisisch Gelre ontstond toen Pruisen tijdens en na de Spaanse Successieoorlog (1701-1713) een deel van Opper-Gelre, tot dan deel uitmakend van de Spaanse Nederlanden, in bezit kreeg.
Pruisisch Gelre werd in 1794 bezet door de Franse Republiek en geannexeerd als deel van het Roerdepartement.

## Pruisisch en later Duits
Rechts van de Maas werden de steden Gelderen, Kevelaer en Straelen Duits, samen met nog een twintigtal plaatsen, zoals Grefrath, Kapellen, Rheurdt, Viersen, Wachtendonk, alsmede de dorpen die de huidige gemeente Kerken vormen.

## Pruisisch en later Nederlands
Ook nog rechts van de Maas kwamen Arcen, Afferden, Bergen, Middelaar, Velden en Well eveneens onder Pruisisch bestuur.
Links van de Maas was dat het geval voor de hele streek tussen Kessel en Venray, waaronder Grubbenvorst en Horst. Deze gebieden werden in 1815 weer Nederlands.

## Taalgebruik
Verordeningen uit Berlijn waren in het Duits maar de verordeningen van het Justizhof in Gelderen bleven in de regel in het Nederlands.

## Referentie
1. ↑  Bron: A.M.J.A. Berkvens, Maastricht University, 2004,